# Kamil Rusek
Kamil Rusek (ur. 1947) – polski matematyk, profesor nauk matematycznych, emerytowany nauczyciel akademicki Uniwersytetu Jagiellońskiego i Uniwersytetu Pedagogicznego w Krakowie.

## Życiorys
Kamil Rusek urodził się w 1947 roku. Po ukończeniu w 1970 r. studiów matematycznych na Wydziale Matematyki, Fizyki i Chemii Uniwersytetu Jagiellońskiego obronił w 1973 pracę doktorską, której promotorem był prof. Józef Siciak. Habilitację uzyskał w 1989, a tytuł profesora w 1999. 
Członek Oddziału Krakowskiego Polskiego Towarzystwa Matematycznego.